# Willendorf (Merkendorf)
Willendorf ist ein Gemeindeteil der Stadt Merkendorf im Landkreis Ansbach (Mittelfranken, Bayern). Willendorf liegt in der Gemarkung Großbreitenbronn.

## Geografie
Durch das Dorf fließt der Braungartenbach, der sich nach Merkendorf in verschiedene Bäche aufspaltet und mit anderen Bächen zusammenfließt, die alle linke Zuflüsse der Altmühl sind. Es münden bei Willendorf der Waldgraben, der Weihergraben und der Waldeckgraben als rechte Zuflüsse des Braungartenbachs. Im Nordosten liegt die Flur Kreuth, im Südwesten grenzt das Wannenholz an.
Eine Gemeindeverbindungsstraße führt nach Kleinbreitenbronn (1 km nördlich) bzw. zur Bundesstraße 13 bei Triesdorf Bahnhof (0,3 km südöstlich). Eine weitere Gemeindeverbindungsstraße führt an der Weißbachmühle vorbei nach Merkendorf zur Staatsstraße 2220 (2 km östlich).

## Geschichte
Graf Konrad von Oettingen und Hermann Rindsmaul verkauften 1274 und 1305 Güter an das Kloster Heilsbronn. 1331 erhielt das Kloster dort Güter von dem Magister Peregrinus zum Geschenk. Insgesamt erwarb das Kloster vier Güter.
Im 16-Punkte-Bericht des heilsbronnischen Vogtamts Merkendorf aus dem Jahr 1616 wurden für Willendorf 3 Höfe angegeben, die dem Verwalteramt Merkendorf unterstanden. Die Anwesen anderer Grundherren wurden nicht aufgelistet. Das Verwalteramt Merkendorf übte abwechselnd mit dem Stadtvogteiamt Eschenbach des Deutschen Ordens das Gemeinderecht und den Hirtenstab aus. Die Fraisch hatte das brandenburg-ansbachische Kasten- und Stadtvogteiamt Windsbach. Während des Dreißigjährigen Krieges verödeten diese Güter allesamt.
Von 1797 bis 1808 unterstand der Ort dem Justiz- und Kammeramt Ansbach. Es gab zu dieser Zeit 11 Untertansfamilien, von denen 4 ansbachisch waren.
Im Rahmen des Gemeindeedikts wurde Willendorf dem 1808 gebildeten Steuerdistrikt Großbreitenbronn zugeordnet. Es gehörte auch der wenig später gegründeten Ruralgemeinde Großbreitenbronn an. Am 1. Mai 1978 wurde Willendorf im Zuge der Gebietsreform in Bayern nach Merkendorf eingemeindet.
Am Ortsrand nach Merkendorf steht eine private Biogasanlage, die seit 2007 öffentliche Gebäude der Stadt Merkendorf (z. B. Schulhaus, Feuerwehrhaus und Ärztehaus) sowie seit 2016 weitere private und öffentliche Gebäude in der Altstadt Merkendorf mit Nahwärme versorgt.
In den Jahren von 2009 bis 2011 wurden im Rahmen der Dorferneuerung ein Dorfplatz angelegt und die Kanalisation erneuert.

### Baudenkmäler
- Haus-Nr. 4: Wohnstallhaus[13]
- Haus-Nr. 10: Wohnstallhaus. Relief mit eisernem Kreuz. Messer, Pflugschar, Monogramm „MH“ und Jahreszahl „1789“[14]

### Einwohnerentwicklung
| Jahr      | 001818 | 001840 | 001861 | 001871 | 001885 | 001900 | 001925 | 001950 | 001961 | 001970 | 001987 | 001991 | 002010 | 002020 |
| Einwohner | 74     | 75     | 81     | 83     | 91     | 72     | 116    | 199    | 147    | 103    | 107    | 112    | 112    | 96     |
| Häuser    | 14     | 14     |        |        | 19     | 17     | 20     | 25     | 30     |        | 25     |        |        |        |
| Quelle    | [ 16 ] | [ 17 ] | [ 18 ] | [ 19 ] | [ 20 ] | [ 21 ] | [ 22 ] | [ 23 ] | [ 24 ] | [ 25 ] | [ 26 ] | [ 27 ] | [ 1 ]  | [ 1 ]  |

## Religion
Der Ort ist seit der Reformation evangelisch-lutherisch geprägt und bis heute nach Unserer Lieben Frau (Merkendorf) gepfarrt. Die Einwohner römisch-katholischer Konfession sind nach Liebfrauenmünster (Wolframs-Eschenbach) gepfarrt.